# Sérgio Lopes Acústico
Sérgio Lopes Acústico é terceiro álbum ao vivo do cantor e compositor Sérgio Lopes, lançado pela gravadora Art Gospel em 2009.
A gravação foi realizada no Polo Cine Video (Barra da Tijuca, Rio de Janeiro) e foi o último trabalho do cantor pela gravadora Art Gospel, encerrando assim um ciclo de quatro álbuns lançados pela mesma. A gravação se deu num tom bem intimista, onde Sérgio Lopes pôde apresentar ao público canções inéditas e algumas releituras de composições mais recentes. Para a gravação foi reunido um time de músicos reconhecidos no meio cristão, como o guitarrista Isaac Ramos, integrante da banda Trazendo a Arca.
A canção "Anseios", antigo sucesso de Sérgio Lopes com o grupo Altos Louvores, chegou a ser tocada na gravação, mas por motivos desconhecidos, não foi inclusa no set list do álbum.
Devido as diversas falhas técnicas presentes no DVD, Sérgio Lopes declarou sua insatisfação quanto ao trabalho da gravadora Art Gospel na produção deste álbum em uma publicação feita em dezembro de 2009 em seu blog pessoal.

## Faixas da versão em CD
Todas as músicas por Sérgio Lopes, exceto onde anotado
1. Bartimeus - 4.03
2. Olha Deus - 4.03
3. Clama Israel - 3.44
4. Os Sinais - 3.17
5. Carrossel dos Excluídos - 5.05
6. Eu insisto em Dizer - 3.35
7. Coração 3.26 (Marcos Santarém)
8. Quem Sabe um Dia - 2.27
9. Andar Contigo - 4.17
10. Um Só Gesto - 4.15
11. Fé e Surf - 3.08

## Faixas da versão em DVD
1. Os Sinais

### Olha Deus
1. Bartimeus
2. Provações
3. Carrossel dos Excluídos
4. Eu insisto em Dizer
5. Coração (Pr. Marcos Santarém)
6. E Eu Renasci
7. Clama Israel
8. Intenções
9. Quem sabe um Dia
10. Andar Contigo
11. Um Só Gesto
12. Fé e Surf
13. Fui Aprovado

## Créditos
- Produção executiva: Art Gospel
- Produção musical: Alcimar Rangel
- Direção: Adelar Grando
- Guitarras e violões: Isaac Ramos
- Violão na faixa "Quem sabe um Dia": Sérgio Lopes
- Teclados: Alcimar Rangel
- Baixo: Davi de Moura
- Bateria: Vander Lessa (Gabriel Lopes na faixa "Fé e Surf")
- Percussão: Zé Leal
- Sax: Marcos Bonfim
- Flauta Transversa: Michele Ximenes
- Violino na canção "Clama Israel": Thalita Resende
- Back Vocal: Flávio Bezerra, Aline Fenny e Josué Dias